# Moranlı (Cəlilabad)
Moranlı è un comune dell'Azerbaigian situato nel distretto di Cəlilabad. Conta una popolazione di 911 abitanti.